# 938 Chlosinde
938 Chlosinde este un asteroid din centura principală, descoperit pe 9 septembrie 1920, de Karl Reinmuth.